# Pterocephalus khorassanicus
Pterocephalus khorassanicus är en tvåhjärtbladig växtart som beskrevs av Vasilij Matvejevitj Tjernjajev. Pterocephalus khorassanicus ingår i släktet Pterocephalus och familjen Dipsacaceae. Inga underarter finns listade i Catalogue of Life.